# Скотт Патрідж
Скотт Патрідж (англ. Scott Patridge; нар. 31 серпня 1965) — колишній американський тенісист.
Найвищу одиночну позицію світового рейтингу — 200 місце досяг 20 травня, 1991, парну — 105 місце — 22 квітня, 1991 року.
Найвищим досягненням на турнірах Великого шолома було 2 коло в парному розряді.

## Титули на челленджерах

### Парний розряд: (3)
| Ранг | Рік  | Турнір                       | Покриття | Партнер       | Суперники                     | Рахунок       |
| ---- | ---- | ---------------------------- | -------- | ------------- | ----------------------------- | ------------- |
| 1.   | 1990 | Преторія, ПАР                | Тверде   | Марк Кейл     | Стефан Крюґер Грег Ван Ембург | 6–7, 6–4, 6–4 |
| 2.   | 1990 | Азорські острови, Португалія | Тверде   | Брент Гейгарт | Ендрю Кастл Ндука Одізор      | 6–7, 7–6, 6–3 |
| 3.   | 1991 | Бенін-Сіті, Нігерія          | Тверде   | Марк Кейл     | Т. Дж. Міддлтон Тед Шермен    | 7–5, 6–7, 7–5 |